# Sourou (Samorogouan)
Pour les articles homonymes, voir Sourou (homonymie).
Ne doit pas être confondu avec Sourou (Cassou).
Sourou est une commune rurale située dans le département de Samorogouan de la province de Kénédougou dans la région des Hauts-Bassins au Burkina Faso.

## Géographie
Sourou est situé à 15 km à l'ouest de Samorogouan.

## Santé et éducation
Le centre de soins le plus proche de Sourou est le centre de santé et de promotion sociale (CSPS) de Samorogouan.